# 동경 3도
동경 3도(東經3度)는 본초 자오선에서 동쪽으로 3도 떨어진 경선이다. 북극점에서 시작하여 북극해, 유럽, 아프리카, 대서양, 남극해, 남극을 거쳐 남극점에 이른다.
동경 3도는 서경 177도와 이어져 지구의 둘레를 이룬다.

북극점에서 남극점까지 동경 3도선은 다음 지역을 지나간다.
| 좌표                                                | 나라, 지역, 해역 | 주석                                      |
| --------------------------------------------------- | ---------------- | ----------------------------------------- |
| 북위 90° 0′ 동경 3° 0′  / 북위 90.000° 동경 3.000°  | 북극해           |                                           |
| 북위 81° 29′ 동경 3° 0′  / 북위 81.483° 동경 3.000° | 대서양           |                                           |
| 북위 61° 0′ 동경 3° 0′  / 북위 61.000° 동경 3.000°  | 북해             |                                           |
| 북위 51° 16′ 동경 3° 0′  / 북위 51.267° 동경 3.000° | 벨기에           |                                           |
| 북위 50° 46′ 동경 3° 0′  / 북위 50.767° 동경 3.000° | 프랑스           |                                           |
| 북위 42° 29′ 동경 3° 0′  / 북위 42.483° 동경 3.000° | 스페인           |                                           |
| 북위 41° 46′ 동경 3° 0′  / 북위 41.767° 동경 3.000° | 지중해           |                                           |
| 북위 39° 55′ 동경 3° 0′  / 북위 39.917° 동경 3.000° | 스페인           | 마요르카섬                                |
| 북위 39° 18′ 동경 3° 0′  / 북위 39.300° 동경 3.000° | 지중해           | 스페인 카브레라섬의 바로 동쪽을 지나감    |
| 북위 36° 49′ 동경 3° 0′  / 북위 36.817° 동경 3.000° | 알제리           | 알제의 바로 서쪽을 지나감                 |
| 북위 19° 56′ 동경 3° 0′  / 북위 19.933° 동경 3.000° | 말리             |                                           |
| 북위 15° 21′ 동경 3° 0′  / 북위 15.350° 동경 3.000° | 니제르           |                                           |
| 북위 12° 16′ 동경 3° 0′  / 북위 12.267° 동경 3.000° | 베냉             |                                           |
| 북위 9° 4′ 동경 3° 0′  / 북위 9.067° 동경 3.000°    | 나이지리아       |                                           |
| 북위 6° 24′ 동경 3° 0′  / 북위 6.400° 동경 3.000°   | 대서양           | 노르웨이 부베섬의 바로 서쪽을 지나감      |
| 남위 60° 0′ 동경 3° 0′  / 남위 60.000° 동경 3.000°  | 남극             | 퀸모드랜드, 노르웨이가 영유권을 주장한다. |

## 같이 보기
- 동경 2도
- 동경 4도